# Anders Elldin
Anders Harald Elldin, född 28 september 1919 i Stockholm, död där 10 oktober 1987, var en svensk elektroingenjör. 
Elldin, som var son till rektor Harald Elldin och Margit Sjögren, avlade studentexamen 1938, utexaminerades från Kungliga Tekniska högskolan 1944, blev teknologie licentiat 1954 och teknologie doktor 1957. Han anställdes vid Telefon AB L.M. Ericsson 1944, var verksam som teletrafikforskare från 1950 och blev docent i telegrafi och telefoni vid Kungliga Tekniska högskolan 1959. Han skrev doktorsavhandlingen Applications of Equations of State in the Theory of Telephone Traffic (1957) och vetenskapliga artiklar inom teletrafikteori.